# Atanas Paparizov
Atanas Paparizov este un om politic bulgar, membru al Parlamentului European în perioada 2007-2009 din partea Bulgariei.
1. 1 2  Strazha.bg
2. ↑  Deputații în Parlamentul European
3. 1 2  Strazha.bg, accesat în 10 ianuarie 2023